# 伊爾-8攻擊機
伊留申伊尔-8（俄语：Ил-8）是伊留申設計局為了替代當時蘇聯所使用的伊尔-2攻擊机，而設計的地面攻击机。頭兩個原型機證明了伊尔-8的速度遠高於它的老前輩：伊尔-2攻擊机，不過伊尔-8的機動性卻降低了不少，因此，伊尔-8後來被重新設計，並演變成伊留申伊尔-10。伊尔-8並未被軍方採用和生產。

## 发展過程
1942年夏天，谢尔盖·伊留申被要求設計一款重型攻击机，必須要能夠搭載达1,000（2,200磅）的炸彈。他決定將伊爾2放大，並使用由伊爾2引擎：Mikulin AM-38放大衍生出來的：Mikulin AM-42引擎。該機型設計最初被命名為Il-AM-42，之後被分配了生產型號：IL-8。
伊尔-8總共有兩個原型機被製造出來。第一架原型機使用了VYa-23機炮和木制的后機身，第二架原型機使用了NS-37機炮和金属製的后機身。兩架原型機在1943年10月進行了首次飛行測試，一架作为攻擊機，而另一架則作為砲兵觀測機，具有較低的作戰範圍和更良好的无线电设备。飞行测试相當成功，伊尔-8在低空飛行時的速度能高出伊爾2 50 km/h（31 mph），爬升速度也高出伊爾2百分之15，并比伊爾2高出近兩倍的作戰範圍。但經過长時間的飛行測試後，AM-42引擎被認為不可靠，因為它很容易產生烟霧和振動。人们也发现，伊尔-8在水平和垂直運動方面的機動性低於Il-2。

## 伊尔-8规格
数据来源： 
基本诸元
- 乘员： 兩人
- 长度： 12.9公尺（42英呎4英吋）
- 翼展： 14.6公尺（47英呎11英吋）
- 翼面积： 39平方公尺（420平方英呎）
- 空重： 4910公斤（10,825磅）
- 总重： 7660公斤（16,887磅）
- 发动机： 1 × Mikulin AM-42（英语：Mikulin AM-42） 液冷 V-12引擎，1492千瓦（2000匹馬力） each

性能
- 最大速度： 472公里/時（294英里/時）
- 航程： 980公里（611英里）
- 实用升限： 6400公尺（21,000英呎）

武器
- 2 × 23 mm VYa（英语：Volkov-Yartsev VYa-23） fixed cannon
- 2 × 7.62 mm ShKAS機槍
- 1 × 12.7 mm flexible UB航空機槍
- up to 800 kg (1760 lb) bombs